# V wie Vendetta (Comic)

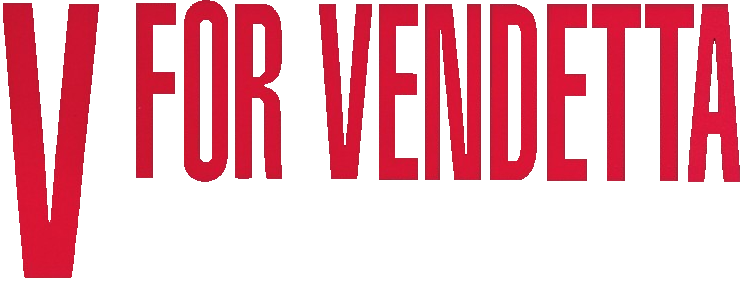
Logo der Graphic Novel (englisch)

V wie Vendetta, im Original V for Vendetta (von italienisch vendetta ‚Blutrache‘), ist eine Graphic Novel des Autors Alan Moore, die zum größten Teil von David Lloyd gezeichnet wurde. Sie erschien ursprünglich ab 1982 schwarz-weiß im britischen Comicmagazin Warrior, konnte dort aber aufgrund der Pleite des Magazins nicht zu Ende geführt werden. Ab 1988 erschien eine kolorierte Fassung bei DC Comics in zehn Folgen, dort wurde auch erstmals das letzte Drittel der Geschichte veröffentlicht. Die Geschichte spielt in einem fiktiven England von 1997, in dem nach einem dritten Weltkrieg eine faschistische Partei die Macht übernommen hat, die von der titelgebenden Figur V, einem mit Guy-Fawkes-Maske verkleideten Anarchisten und Terroristen, im Alleingang bekämpft wird. Zentrales Thema ist die selbstbestimmte Freiheit des Individuums und der Gesellschaft sowie der Gegensatz zwischen Freiheit und Macht.

## Inhalt
Die in drei Teile gegliederte Graphic Novel verfolgt den Feldzug eines lediglich als V bekannten, maskierten Anarchisten gegen die fiktive  faschistische Nordfeuer-Partei, die in Großbritannien ein totalitäres Regime errichtet hat, nachdem ein mit nuklearen Waffen geführter dritter Weltkrieg die britischen Inseln nur knapp verschont hat. Die Handlung ist in den Jahren 1997/1998 angesetzt. Das als Führer titulierte Oberhaupt der Partei regiert mit Hilfe eines Herrschaftsapparates aus Auge, Ohr, Mund, Nase und Finger: Bezeichnungen für das allumfassende Beobachtungssystem aus Kameras und Mikrophonen, das Propagandawesen in Fernsehen und Rundfunk, die Ermittlungsbehörden und zuletzt die Geheimpolizei. Ein als Vorhersehung bekannter Superrechner bietet das Mittel zur zentralen, totalen und zuverlässigen Kontrolle und Vorherplanung. Schwarze, Pakistaner, Sozialisten, Homosexuelle, Intellektuelle und andere „Abweichler“ wurden in Konzentrationslagern umgebracht. Die Kultur der Vergangenheit wurde beseitigt; es gibt bestenfalls Militärmusik und stumpfsinnige Fernsehsendungen wie „Storm Saxon“, in der ein dem faschistoiden Ideal entsprechender Mann seine ebenfalls diesem Ideal entsprechende Geliebte vor Schwarzen verteidigen muss, die als Untermenschen dargestellt werden.
Gegen dieses Regime kämpft der Protagonist V, der zunächst den Grundstein für den Sturz des Regimes legt, indem er das britische Parlamentsgebäude sprengt. Zugleich rettet er das aus Not zur Prostitution getriebene Mädchen Evey und nimmt es zu sich. Systematisch tötet er weitere Schlüsselfiguren des Regimes. Wie sich herausstellt, haben sie alle zum gleichen Zeitpunkt im Konzentrationslager Larkhill als Personal gearbeitet. So fällt ihm unter anderem der pädophile Bischof von Westminster zum Opfer. Im Fall des Terroristen V ermittelt der für die Nase arbeitende Polizeidetektiv Finch, der sich an das Regime verkauft hat, weil er keine bessere Alternative sieht und Ordnung für nötig hält. Er findet schließlich heraus, dass V der einzige Überlebende der in Larkhill durchgeführten medizinischen Experimente ist.
Im zweiten Band wendet sich V erstmals an die Öffentlichkeit, indem er die Sendungsanlagen des Mundes für sich nutzt. Finch hat einen Zusammenbruch, da er den Terroristen nicht fassen kann und ihm die früheren Taten von dessen Opfern bewusst werden – insbesondere der Ärztin Dr. Surridge. Mit ihr hatte Finch eine Affäre und hatte eine hohe Meinung von ihr. Doch auch sie war in die Menschenexperimente in Larkhill involviert, wie Finch nach ihrem Tod aus Surridges Tagebuch erfährt. Evey verlässt V und kommt für kurze Zeit mit Gordon zusammen, der jedoch von einem Gangster ermordet wird. Als sie ihn rächen will, wird sie von V entführt, der sie glauben macht, vom Finger gefangen gehalten und gefoltert zu werden.
Im dritten Band meldet sich V öffentlich mit Musik zurück (Tschaikowskis Ouvertüre 1812), indem er das Regime mittels Sprengstoff seiner Augen, Ohren und seines Mundes beraubt. Chaos bricht auf den Straßen aus. Vs jahrelang gepflegter Plan setzt sich nun in Bewegung. Der vom Vorhersehungs-Computer besessene Führer zerfällt geistig, seine Untergebenen schmieden Intrigen und tragen so zum Zusammenbruch bei. Finch fährt zum verlassenen Konzentrationslager Larkhill und versetzt sich dort durch LSD in einen Wahnzustand, an dessen Ende er, wie V und Evey vor ihm, zur Erkenntnis gelangt, dass niemand ihm Grenzen auferlegen kann außer er sich selbst. Er schlüpft in den Geist Vs und findet so zu dessen geheimem Stützpunkt, der Schattengalerie, einem Hort vergessener Kulturschätze und anarchistischer Ausrüstung, darunter auch ein geheimer Zugang zum Vorhersehungs-Computer.
Schließlich enthüllt V seinen Plan: Um die Menschen aus dem Joch des Regimes zu befreien, ist es nötig, die gegenwärtige Gesellschaft zu zerstören – mit Bomben und Gewalt. Dann kann sich aus den Ruinen eine neue Gesellschaft erheben, falls die Menschen die Wahl treffen, durch die geöffnete Tür zu schreiten und ihre Freiheit in Eigenverantwortung zu ergreifen. Um sie beim Neuanfang zu unterstützen, hat er Evey als Nachfolgerin herangezogen. Er selbst ist der Zerstörer und somit nicht nur überflüssig, sondern sogar schädlich, wenn erst der Aufbau wieder beginnt. Wie von ihm orchestriert, lässt er sich von Finch töten. Der Führer wird von einem zur Verzweiflung getriebenen Parteimitglied ermordet. Mit einem letzten Donnerschlag, seinem „Wikingerbegräbnis“, tritt V ab, indem eine mit seiner Leiche und mit Sprengstoff beladene U-Bahn die 10 Downing Street als letztes verbliebenes Symbol des alten Staates zerstört. Evey schlüpft nun in Vs Kostüm, setzt sich die Guy-Fawkes-Maske auf und stachelt die Menschenmassen zum Aufstand auf.

## Veröffentlichungsgeschichte
V for Vendetta wurde zunächst von 1982 bis 1985 in Fortsetzungen in Schwarz-Weiß im britischen Comic-Magazin Warrior veröffentlicht. Die Serie war noch nicht abgeschlossen, als die Zeitschrift ihr Erscheinen einstellte. Auf Veranlassung des Verlages DC Comics, für den Alan Moore dann später arbeitete, nahmen Moore und Lloyd 1988 die Arbeit an der Serie wieder auf und stellten sie fertig, wobei gleichzeitig die schon fertigen Teile nachträglich koloriert wurden. Schon bald nach dem Abschluss wurde die gesamte Serie als Graphic Novel veröffentlicht; in den USA von DC, in England von Titan Books. Später wurde der Band auch dem DC-Sublabel Vertigo zugeordnet. In Deutschland erschien 1991 eine 6-bändige kolorierte deutsche Ausgabe V wie Vendetta bei ComicArt und von Speed Comics 2002 unter dem gleichen Titel in der ursprünglichen schwarz-weißen Fassung. Im Vorfeld der deutschsprachigen Filmpremiere im Jahr 2006 erschien eine neue Fassung in Farbe bei Panini Comics.

## Guy-Fawkes-Maske

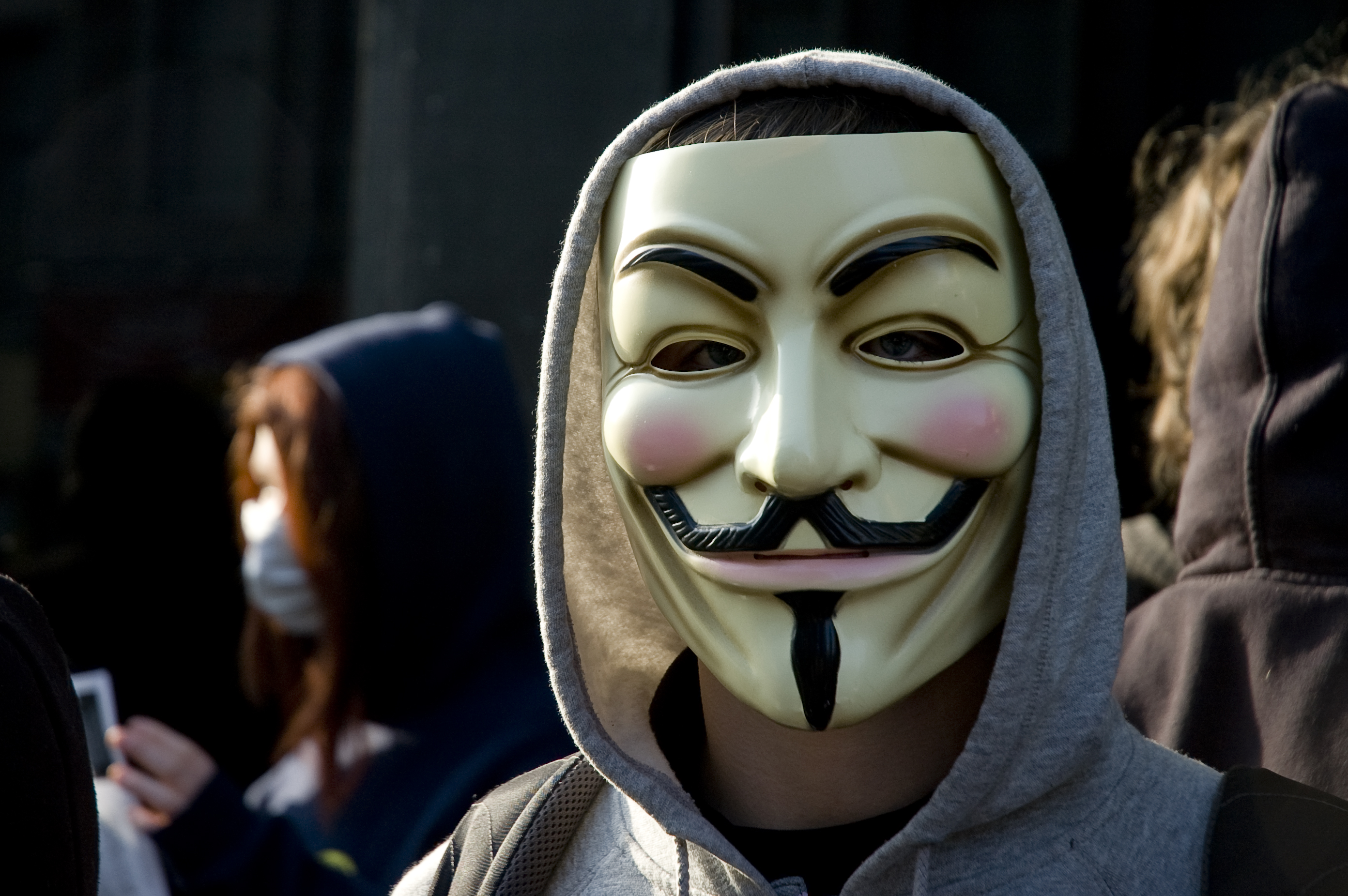
Anonymous-Aktivist mit Guy-Fawkes-Maske

Die aus der Graphic Novel „V wie Vendetta“ beziehungsweise der gleichnamigen Verfilmung stammende Guy-Fawkes-Maske des Protagonisten V dient dem Internetkollektiv Anonymous als Erkennungszeichen und Identitätsschutz. So wurden solche Masken bei den Demonstrationen gegen Scientology getragen. Anonymous-Mitgründer Aubrey Cottle gab auf die Frage, warum die Maske gewählt wurde, an, dass sie in Form des „Epic Fail Guy“-Memes ein Identifikationssymbol für die auf 4chan organisierten Aktivisten darstellte. Dieses Meme war im Zeitraum ab 2006 besonders auf 4chan Teil der dortigen Folklore geworden.
Eine weite Verbreitung erlangte die Maske zudem im Rahmen der Occupy-Wall-Street-Bewegung ab Ende 2011. Genauso kam die Maske bei Anti-ACTA-Protesten im Februar 2012 zum Einsatz.
Konrad Lischka schrieb auf Spiegel Online, dass der Comicautor Alan Moore und der Zeichner David Lloyd Guy Fawkes Anfang der achtziger Jahre mit ihrer Comic-Serie V for Vendetta zum Symbol der Widerstandsbewegung machten. Die Maske, die heute weltweit von Aktivisten von Anonymous und der Occupy-Bewegung getragen wird, gehe auf die Zeichnungen von Lloyd zurück. Moore beschrieb in seinem Essay Behind the painted Smile, dass Lloyd die Idee hatte. Moore zitierte demnach eine Notiz, die der Zeichner ihm damals schickte: „Warum zeigen wir unseren Helden nicht als einen auferstandenen Guy Fawkes, mit einer dieser Pappmaché-Masken, dem Umhang und kegelförmigen Hut? Das würde bizarr aussehen und Guy Fawkes das Image geben, das er all diese Jahre verdient hat. Wir sollten den Kerl nicht an jedem 5. November verbrennen, sondern ihn feiern für seinen Versuch, das Parlament zu sprengen!“ Moore sagte weiter: „Ich habe es moralisch sehr, sehr vieldeutig gestaltet. Die Kernfrage ist: Hat dieser Typ recht? Oder ist er verrückt? Was denkst du, Leser, darüber? Das erschien mir als der richtige anarchistische Weg: Ich wollte den Menschen nicht sagen, was sie denken sollen. Ich wollte ihnen nur sagen, dass sie denken sollen und dabei einige der kleinen extremen Ereignisse bedenken, die sich in der Menschheitsgeschichte recht regelmäßig wiederholen.“
David Lloyd, der Illustrator des Comic, sagt über die Maske, sie sei mittlerweile zu einem gemeinsamen Markennamen und einem Sinnbild des Protestes gegen die Tyrannei geworden. Lloyd ist zufrieden damit, wie die Menschen die Maske nutzen. So sei sie einzigartig und eine Ikone der Pop-Kultur.
Zum Nationalfeiertag der Vereinigten Arabischen Emirate wurde das Tragen der Maske in den Nationalfarben beziehungsweise mit Flaggenmuster im Emirat Dubai verboten. Als Grund wurde angegeben, dass diese symbolische Opposition zur Staatsgewalt (vgl. Anarchie) illegal sei. Entsprechende Personen würden daher verhört und könnten wegen Unruhestiftung belangt werden.

## Adaptionen

### Musik
Der Musiker David Jay, welcher mit Moore gemeinsam auch andere Projekte realisiert hat, spielte 1984 eine 12" EP namens V for Vendetta ein, deren Titel von der Graphic Novel inspiriert waren, und die auch die Vertonung eines Songs von V beinhaltet.
Die Band Jocasta verwandte Zitate aus dem Comic für ihren daran angelehnten Song The Land of Do-As-You-Please.

### Theaterstück
Die schwedische Theatergruppe Stockholms Blodbad führte im Jahr 2000 eine Dramafassung des Stoffes unter dem Titel Landet där man gör som man vill auf, in welcher Videoaufnahmen von eigens dafür nachgestellten Szenen aus der Graphic Novel zu sehen waren.

### Verfilmung und Roman
Am 16. März 2006 kam der Spielfilm V wie Vendetta in Deutschland in die Kinos. Regie führt James McTeigue, das Drehbuch stammt von den Wachowski-Geschwistern. Hugo Weaving ist V, Natalie Portman spielt die weibliche Hauptfigur Evey. Alan Moore distanziert sich von der Verfilmung unter anderem deshalb, weil er den der Comicvorlage zugrundeliegenden Konflikt zwischen den beiden Polen Faschismus und Anarchismus durch einen Gegensatz zwischen „gegenwärtigem amerikanischen Neo-Konservatismus“ und „gegenwärtigen amerikanischen Liberalismus“ ersetzt sah. Zur Verfilmung erschien V wie Vendetta auch als Roman von Steve Moore.

### Comic
In den DC-Comics über Batman taucht seit Detective Comics #608 (November 1989) ein anarchistischer Gegner Batmans namens Anarky auf. Anarky gleicht sowohl im Aussehen wie auch in seiner Philosophie Alan Moores Charakter aus V for Vendetta. Die Reminiszenz an V for Vendetta wird auch dadurch deutlich, dass Anarky den Comic in einer Szene liest.